# Lijst van presidenten van India
Dit is een lijst van presidenten van India.

## Presidenten van India (1950-heden)
| Nr. | President | President                                       | Ambtstermijn                 | Ambtstermijn                 |
| --- | --------- | ----------------------------------------------- | ---------------------------- | ---------------------------- |
| 1   |           | Rajendra Prasad (1884-1963)                     | 30 januari 1950              | 13 mei 1962                  |
| 2   |           | Sarvepalli Radhakrishnan (1888-1975)            | 13 mei 1962                  | 13 mei 1967                  |
| 3   |           | Zakir Hussain (1897-1969)                       | 13 mei 1967                  | 3 mei 1969                   |
| -   |           | Varahagiri Venkata Giri (1894-1980) interim     | 3 mei t/m 20 juli 1969       | 3 mei t/m 20 juli 1969       |
| -   |           | Muhammad Hidayat Ullah (1905-1992) interim      | 20 juli t/m 24 augustus 1969 | 20 juli t/m 24 augustus 1969 |
| 4   |           | Varahagiri Venkata Giri (1894-1980)             | 24 augustus 1969             | 24 augustus 1974             |
| 5   |           | Fakhruddin Ali Ahmed (1905-1977)                | 24 augustus 1974             | 11 februari 1977             |
| -   |           | Basappa Danappa Jatti (1912-2002) interim       | 11 februari t/m 25 juli 1977 | 11 februari t/m 25 juli 1977 |
| 6   |           | Neelam Sanjiva Reddy (1913-1996)                | 25 juli 1977                 | 25 juli 1982                 |
| 7   |           | Zail Singh (1916-1994)                          | 25 juli 1982                 | 25 juli 1987                 |
| 8   |           | Ramaswamy Venkataraman (1910-2009)              | 25 juli 1987                 | 25 juli 1992                 |
| 9   |           | Shankar Dayal Sharma (1918-1999)                | 25 juli 1992                 | 25 juli 1997                 |
| 10  |           | Kocheril Raman Narayanan (1920-2005)            | 25 juli 1997                 | 25 juli 2002                 |
| 11  |           | Avul Pakir Jainulabdeen Abdul Kalam (1931-2015) | 25 juli 2002                 | 25 juli 2007                 |
| 12  |           | Pratibha Patil (1934)                           | 25 juli 2007                 | 25 juli 2012                 |
| 13  |           | Pranab Mukherjee (1935-2020)                    | 25 juli 2012                 | 25 juli 2017                 |
| 14  |           | Ram Nath Kovind (1945)                          | 25 juli 2017                 | 25 juli 2022                 |
| 15  |           | Draupadi Murmu (1958)                           | 25 juli 2022                 | heden                        |